# ساو جواو دو أورينتي
ساو جواو دو أورينتي (بالبرتغالية: São João do Oriente‏)؛ بلدية تقع في ولاية ميناس جيرايس في المنطقة الجنوبية الشرقية من البرازيل.